# Luis Federico Leloir
Luis Federico Leloir (Parijs, 6 september 1906 – Buenos Aires, 2 december 1987) was een Argentijns biochemicus die in 1970 de Nobelprijs voor Scheikunde ontving voor zijn ontdekking van de suikernucleotiden en hun rol in de biosynthese van koolhydraten.

## Biografie
Leloir was de zoon van Federico Leloir (1859-1906) en Hortensia Mercedes Aquirre Herrera (1868-1939). Midden 1906 verhuisd zijn ouders van Buenos Aires naar Parijs met de bedoeling Federico's ziekte aldaar te behandelen. Echter, hij overleed eind augustus, een week voor de geboorte van zijn zoon Luis.
Hoewel geboren in Frankrijk groeide Leloir op in Argentinië en genoot het grootste deel van opleiding aan de Universiteit van Buenos Aires. In 1932 behaalde hij er zijn master (M.D.). In 1933 ontmoette hij Bernardo Houssay, die hem op het pad zette om zijn promotieonderzoek te doen naar de bijnieren en koolhydraatstofwisseling. De twee zouden een nauwe vriendschapsband opbouwen, samenwerkend in diverse projecten tot aan Houssays overlijden in 1971. Tussendoor deed hij postdoc-onderzoek onder leiding van Frederick Hopkins te Cambridge (1936/37) en bij Carl en Gerty Cori aan de Washington-universiteit in Saint Louis (1943/44). In 1949 werd hij benoemd tot hoogleraar aan de Universiteit van Buenos Aires en hij was directeur van de private onderzoeksinstelling Fundación Instituto Campomar tot aan zijn overlijden in 1987.
Alhoewel zijn laboratoria geplaagd werden door een gebrek aan financiële steun en tweedehandsuitrusting, verkreeg zijn onderzoek naar suikernucleotiden, het metabolisme van koolhydraten en nierhypertensie internationaal veel aandacht. Speciaal ging zijn aandacht uit naar galactosemie, een erfelijke ziekte waarbij het lichaam galactose niet kan omzetten naar glucose en galactose-1-fosfaat in het lichaam ophoopt, met ernstige gevolgen. Zijn onderzoek heeft geleid tot een belangrijke stap voorwaarts in het begrip, de diagnose en de behandeling ervan.
Hij was gehuwd met Amelia Zuberbehler Ortiz Basualdo; ze kregen samen een dochter, Amelia Leloir Zuberbuhler.
1901: Van 't Hoff ·
1902: E. Fischer ·
1903: Arrhenius ·
1904: Ramsay ·
1905: Baeyer ·
1906: Moissan ·
1907: Buchner ·
1908: Rutherford ·
1909: Ostwald ·
1910: Wallach ·
1911: Curie ·
1912: Grignard, Sabatier ·
1913: Werner ·
1914: Richards ·
1915: Willstätter ·
1918: Haber ·
1920: Nernst ·
1921: Soddy ·
1922: Aston ·
1923: Pregl ·
1925: Zsigmondy ·
1926: Svedberg ·
1927: Wieland ·
1928: Windaus ·
1929: Harden, Euler-Chelpin ·
1930: H. Fischer · 
1931: Bosch, Bergius ·
1932: Langmuir ·
1934: Urey ·
1935: F. Joliot-Curie, I. Joliot-Curie ·
1936: Debye ·
1937: Haworth, Karrer ·
1938: Kuhn ·
1939: Butenandt, Ružička ·
1943: Hevesy · 
1944: Hahn ·
1945: Virtanen ·
1946: Sumner, Northrop, Stanley ·
1947: Robinson · 
1948: Tiselius · 
1949: Giauque ·
1950: Diels, Alder ·
1951: McMillan, Seaborg ·
1952: Martin, Synge ·
1953: Staudinger ·
1954: Pauling ·
1955: Vigneaud ·
1956: Hinshelwood, Semjonov ·
1957: Todd ·
1958: Sanger ·
1959: Heyrovský ·
1960: Libby ·
1961: Calvin ·
1962: Perutz, Kendrew ·
1963: Ziegler, Natta ·
1964: Hodgkin ·
1965: Woodward ·
1966: Mulliken ·
1967: Eigen, Norrish, Porter ·
1968: Onsager ·
1969: Barton, Hassel ·
1970: Leloir ·
1971: Herzberg ·
1972: Anfinsen, Moore, Stein · 
1973: E.O. Fischer, Wilkinson · 
1974: Flory ·
1975: Cornforth, Prelog ·
1976: Lipscomb ·
1977: Prigogine · 
1978: Mitchell ·
1979: Brown, Wittig ·
1980: Berg, Gilbert, Sanger ·
1981: Fukui, Hoffmann ·
1982: Klug ·
1983: Taube ·
1984: Merrifield ·
1985: Hauptman, Karle ·
1986: Herschbach, Lee, Polanyi ·
1987: Cram, Lehn, Pedersen ·
1988: Deisenhofer, Huber, Michel ·
1989: Altman, Cech ·
1990: Corey ·
1991: Ernst ·
1992: Marcus ·
1993: Mullis, Smith ·
1994: Olah ·
1995: Crutzen, Molina, Rowland ·
1996: Curl, Kroto, Smalley ·
1997: Boyer, Walker, Skou ·
1998: Kohn, Pople ·
1999: Zewail ·
2000: Heeger, MacDiarmid, Shirakawa ·
2001: Knowles, Noyori, Sharpless ·
2002: Fenn, Tanaka, Wüthrich ·
2003: Agre, MacKinnon ·
2004: Ciechanover, Hershko, Rose ·
2005: Grubbs, Schrock, Chauvin ·
2006: Kornberg ·
2007: Ertl ·
2008: Shimomura, Chalfie, Tsien ·
2009: Steitz, Yonath, Ramakrishnan ·
2010: Heck, Negishi, Suzuki ·
2011: Shechtman ·
2012: Kobilka, Lefkowitz ·
2013: Karplus, Levitt, Warshel ·
2014: Betzig, Hell, Moerner ·
2015: Lindahl, Modrich, Sancar ·
2016: Sauvage, Stoddart, Feringa ·
2017: Dubochet, Frank, Henderson · 
2018: Arnold, Winter, Smith ·   
2019: Goodenough, Whittingham, Yoshino ·
2020: Charpentier, Doudna ·
2021: List, MacMillan ·
2022: Bertozzi, Meldal, Sharpless ·
2023: Bawendi, Brus, Jekimov ·
2024: Baker, Hassabis, Jumper
- Gemeinsame Normdatei: 1012214095
- International Standard Name Identifier: 0000 0001 2008 8183
- Library of Congress Control Number: n83196619
- Nationale Bibliotheek van Israël: 987007325666905171
- Nederlandse Thesaurus van Auteursnamen: 096872330
- Istituto Centrale per il Catalogo Unico: TO0V349469
- SNAC: w6vz6c02
- Système universitaire de documentation: 156424347
- Virtual International Authority File: 171146223
- WorldCat: E39PBJcGkTcMpXqqMGh9dcrH4q